# Encarnação (Lisboa)
Encarnação era una freguesia portuguesa del municipio de Lisboa, distrito de Lisboa.

## Historia
Fue suprimida el 8 de noviembre de 2012, en aplicación de una resolución de la Asamblea de la República portuguesa al unirse con las freguesias de Mercês, Santa Catarina y  São Paulo, formando la nueva freguesia de Misericórdia.

## Patrimonio
- Barrio Alto de Lisboa
- Palacio Ludovice
- Palacio de Barão de Quintela e Conde de Farrobo
- Farmacia Andrade